# Шлычков, Леонид Алексеевич
Леони́д Алексе́евич Шлычко́в (2 февраля 1938, Иваново — 2 декабря 1997, Плёс, Ивановская область, — советский и российский краевед, посвятивший свою жизнь изучению и сохранению культурного наследия Ивановской области, основатель краеведческого движения в Ивановской области. Был литературоведом, историком и журналистом.

## Биография

### Ранние годы и становление
Леонид Алексеевич Шлычков родился 2 февраля 1938 года в Иванове. Его отец, Алексей Михайлович, был выпускником Ивановского строительного техникума и участвовал в строительстве многих промышленных и жилых объектов города. Мать, Александра Дмитриевна, занималась ведением домашнего хозяйства. С 1945 по 1959 год Леонид учился в ивановской средней школе № 29 и в Ивановском химико-технологическом техникуме. С 1959 по 1962 год проходил службу в рядах Вооруженных сил в Грузии.
В 1962 году он поступил в Ивановский государственный педагогический институт им. Д. А. Фурманова на историко-филологический факультет, затем продолжил обучение на филологическом факультете. В 1968 году он перешел на заочное отделение и занялся журналистикой и экскурсионно-туристской деятельностью. Работал инструктором по туризму на турбазе «Волжская» в г. Кинешме, руководителем туристских кружков при областной детской экскурсионно-туристской станции в Иванове, инструктором по туризму на турбазе «Плес».
В 1968 году он организовал и возглавил экскурсионное бюро при Ивановском отделении общества охраны памятников истории и культуры, а также создал курсы для подготовки экскурсоводов.
На формирование его профессионального взгляда оказал влияние отец, Алексей Михайлович, дипломированный строитель.

### Краеведческая деятельность
Леонид Шлычков отстаивал идею сохранения малых исторических городов и поселений, их единого силуэта. Уже в 1969 году он указывал на необходимость рассматривать Плёс как природно-архитектурный памятник, важный для маршрута «Золотое кольцо», и призывал сохранить его исторический облик. Он критиковал генеральный план застройки Плёса, разработанный институтом «Ленгипрогор», считая, что Плёс должен остаться «городком пешеходов», сохранив деревянные лестницы, старинный водопровод и булыжные дорожки.
В 1969 году, окончив Ивановский государственный педагогический институт, он получил профессию учителя русского языка и литературы. В этом же году он выступил как автор-составитель буклета «Город Плес».
Более двадцати лет (с 1970-х по 1990-е годы) Леонид Шлычков посвятил сбору материалов для «Свода памятников архитектуры и монументального искусства Ивановской области» (1998—2000). С 1970 по 1972 год он, в должности инженера по технадзору Производственной группы областного управления культуры, организовывал работу по сбору материалов для Свода памятников. С 1972 по 1981 год он продолжил эту работу в Ивановской научно-реставрационной мастерской, где продолжил сбор материалов для Свода памятников.
В 1975 году вышла его книга в соавторстве с Л. Поляковой «Юрьевец».
В 1980 году он организовал краеведческую рубрику «Отчий край» в газете «Ленинец». С 1975 по 1983 год занимался подготовкой материалов к книге «Листая времени страницы», которая вышла в свет в 1983 году в Верхнее-Волжском книжном издательстве и, по утверждению профессора П. В. Куприяновского, «до сих пор является наиболее полным и серьезным исследованием в области краеведения».
Шлычков вёл активную просветительскую деятельность, публикуя статьи в газетах «Рабочий край», «Ленинец», журнале «Волга», рассказывая об открытиях, сделанных в ходе работы в архивах и музеях.
Вместе с профессором, доктором филологических наук П. В. Куприяновским он основал Литературный музей писателей текстильного края в Ивановском государственном университете и был его первым заведующим. С 1983 по 1988 год он занимался сбором, систематизацией и оформлением материалов для экспозиции музея.
Леонид Алексеевич был наделен чувством красоты, которое проявлялось в его внимании к внешнему облику, к одежде, а также в его профессиональной деятельности, связанной с миром искусства, литературы и архитектуры. Он обладал красивым почерком и образным поэтическим восприятием архитектурных форм.

### Общественная деятельность
В 1987 году Шлычков выступил как один из инициаторов образования неформального эколого-культурного клуба «Иваново-Вознесенск», объединившего творческую интеллигенцию города. Клуб ставил целью сохранение исторической застройки, сбор информации о памятниках, популяризацию культурного наследия и сотрудничество с городскими организациями. Шлычков координировал работу клуба, участвовал в заседаниях и инициировал ряд проектов, направленных на сохранение исторической среды Иванова. В рамках клуба работала Цветаевская комиссия, созданная для продвижения идеи сохранения Дома Цветаевых в Ново-Талицах, и организовывались первые «Цветаевские чтения».
В 1987 году Шлычков публично выступил против сноса дома 1/23 по улице Красной Армии, который являлся частью исторической среды и памятником республиканского значения. Этот протест стал одним из первых открытых выступлений против действий властей в Иванове того времени. В рамках клуба работали Цветаевская и Бурылинская комиссии, проводились заседания на темы истории улиц, археологии, благотворительности, утраченных памятников и др.
В 1988—1992 годах Шлычков занимал должность председателя кооператива «Иваново-Вознесенск» и занимался вопросами реставрации исторических памятников. В 1988—1989 годах клуб подготовил документацию для Свода памятников, в результате чего под охрану государства были взяты 13 улиц исторического центра города. В рамках клуба был создан реставрационный кооператив «Иваново-Вознесенск», занимавшийся реализацией реставрационных проектов. Шлычков разработал проекты реставрации дома З. Л. Чернова и жилого дома начала XX века в Иванове.
Он первым начал системное изучение архивного наследия писателя Николая Смирнова.
В 1995 году в Доме художника прошла выставка «Иваново-Вознесенск. Возвращение к образу», призванная показать уникальность города, созданного его деловыми жителями, и привлечь внимание к необходимости его сохранения. Шлычков отмечал, что образ Иваново-Вознесенска был во многом утрачен из-за сноса храмов, фабричных комплексов и рядовой застройки. На выставке был представлен проект нового генерального плана реконструкции исторического центра города, включавший восстановление храмового ансамбля на площади Революции.

### Последние годы
В 1993 году работал научным сотрудником в Ивановском государственном энергетическом университете, где занимался подготовкой материалов для компьютерной программы «Историко-архитектурные памятники города Иванова». С 1993 по 1997 год работал в должности старшего научного сотрудника исторического отдела Плесского государственного историко-архитектурного и художественного музея-заповедника и участвовал в реализации программы «Плес». В этот период он публиковал статьи в Плёсском и Ростовском научных сборниках, работал над созданием выставки к 100-летию со дня рождения писателя Н. П. Смирнова, составил и подготовил к печати «Смирновский сборник». Последняя статья Л. А. Шлычкова «N.P.Smirnov et les Russkie novosti» вышла в журнале «Cahiers du Monde russe» на французском языке.
Леонид Шлычков был увлечен историей и архитектурой, его интересовала связь времен, он видел в историческом наследии важный ресурс для развития культуры. Его волновали проблемы Ивановского края. Он обладал удивительной способностью ссориться с начальниками всех рангов, но всегда отстаивал то, что считал важным.Леонид Шлычков скончался 2 декабря 1997 года в Плёсе от ишемической болезни сердца, не увидев публикации «Свода памятников архитектуры и монументального искусства Ивановской области», над которым работал более 20 лет. Его работы оказали значительное влияние на сохранение исторического наследия Ивановской области, и его вклад продолжает цениться краеведами и историками региона.

### Книги
- Полякова Л. Л., Шлычков Л. А. Юрьевец. — Ярославль: Верхне-Волжское книжное издательство, 1975.
- Шлычков Л. А. Листая времени страницы: Памятники архитектуры Ивановской области. — Ярославль: Верхне-Волжское книжное издательство, 1983. — 159 с.
- Шлычков Л. А. Листая времени страницы: Памятники архитектуры Ивановской области. — 2-е изд. стереотипное. — Иваново, 2008. — 159 с.
- Шлычков Л. А. (сост.). Певец золотого Плёса. Н. П. Смирнов (1898—1978): Сборник научных статей, материалов и публикаций. — Иваново, 1998. — 212 с.

### Статьи
- Шлычков Л.А. Архитектура Шартомского монастыря. — История и культура Ростовской земли. Материалы конференции 1991 г. — Ростов, 1991. — С. 35—36.
- Шлычков Л.А. Сергий Радонежский на Ивановской земле. — Плёсский сборник: Выпуск 1. Материалы 4 Плёсской научно-практической конференции «Проблемы изучения и возрождения русской провинциальной культуры». — Плёс : Плёсский государственный историко-архитектурный и художественный музей-заповедник, 1993. — С. 77—85.
- Шлычков Л.А. М. Диев и В. Борисов. (По письменным источникам). — Материалы IV Григоровских чтений. — Кострома, 1994.
- Leonid A. Šlyčkov. N.P.Smirnov et les Russkie novosti. — Cahiers du Monde russe: Russie — Empire russe — Union Soviétique — États indépendants. — 1997. — Т. 38, вып. 3. — С. 415—428.
- Шлычков Л.А. О начале Иванова. — Леонид Шлычков: личность, творчество, жизнь. Сборник материалов. — Иваново, 1998. — С. 7—12.
- Шлычков Л.А. Н. П. Смирнов о Сергее Есенине. К библиографии поэта. — Леонид Шлычков: личность, творчество, жизнь. Сборник материалов. — Иваново, 1998. — С. 12—16.
- Шлычков Л.А. Работы архитектора Гауденцио Маричелли в России. — Реставрация и исследования памятников культуры. — Москва; Санкт-Петербург : Коло, 2013. — Т. 6. — С. 90—95.
- Шлычков Л.А. Летописец текстильного края. (О краеведе В.А.Борисове). — Рабочий край. — 1984. — № 13 мая.
- Шлычков Л.А. Незаконченный портрет. — Будни. — 1994. — № 22, 23 (Март).
- Шлычков Л.А. Время всех расставит по местам… (О краеведе Борисове). — Ивановская газета. — 1994. — № 22 июля.
- Шлычков Л.А. Уберечь от забвения. (О краеведе В.Борисове). — Рабочий край. — 1994. — № 22 июля.
- Шлычков Л.А. Выдающийся земляк. (О краеведе В.Борисове). — Неизданная статья. Машинопись. — 1994.
- М.Диев и В.Борисов. (По письменным источникам). — Материалы IV Григоровских чтений. — Кострома, 1994. — С. 46—47.

### Рецензии
- Перхин В. В. [Рецензия] / В. В. Перхин // Вестник СПбГУ. — Сер. 2. — 1998. — Вып. 3 (№ 16). — С. 146. Рец. на сб.: Певец золотого Плёса. Николай Павлович Смирнов. 1898—1978. Сб. научных статей, материалов и публикаций / Сост. Л. А. Шлычков. — Иваново, 1998. — 212 с.

## Воспоминания
- Вопилин Е.Г. Как рождался замысел книги о выдающемся русском краеведе-историке В.А. Борисове. — https://shlychkov.ru/reminiscences.htm#Vopilin.
- Воробьёва Т.Ю. Genius loci. Леонид Алексеевич Шлычков. — https://shlychkov.ru/reminiscences.htm#Vorobjova.
- Завгородняя (Смирнова) З. Человек, который научил нас видеть историю в обыденном. — https://shlychkov.ru/reminiscences.htm#Zavgorodnyaya.
- Когаловский В.С. Краеведение не профессия, а образ жизни. — https://shlychkov.ru/reminiscences.htm#Kogalovskij.
- Кочеткова Г.К. Памяти Леонида Алексеевича Шлычкова. — https://shlychkov.ru/reminiscences.htm#Kochetkova.
- Кравцова М.И. «Средь нас Леонид слыл философом, мыслителем; копал, что называется, вглубь». — https://shlychkov.ru/reminiscences.htm#Kravtsova.
- Кротов В.А. «Я до сих пор с огромным сожалением думаю о том, что наш город, наша культура фактически не использовала колоссальный потенциал Леонида Алексеевича Шлычкова». — https://shlychkov.ru/reminiscences.htm#Krotov.
- Кустова Ю.А. Единственный диссидент. Вспоминая Леонида Алексеевича Шлычкова. — https://shlychkov.ru/reminiscences.htm#Kustova.
- Наседкина О.В. Воспоминания о Л.А. Шлычкове. — https://shlychkov.ru/reminiscences.htm#Nasedkina.
- Нестерова Н.Н. «Такие люди, как Леонид Алексеевич Шлычков, нужны обществу в любые времена». — https://shlychkov.ru/reminiscences.htm#Nesterova.
- Сердюк В.Е. Человек, который любил прошлое. Леонид Шлычков. — https://shlychkov.ru/reminiscences.htm#Serdjuk.
- Сорвина Н.Н. Воспоминания о Л.А. Шлычкове. — https://shlychkov.ru/reminiscences.htm#Sorvina.
- Таганов Л.Н. «Мне, пожалуй, не доводилось видеть краеведа столь широкого диапазона, каким был Леонид Алексеевич». — https://shlychkov.ru/reminiscences.htm#Taganov.
- Халтурин В.Ю. Леонид Шлычков. — https://shlychkov.ru/reminiscences.htm#Halturin.
- Чубар Б. Опровергнут ли опровержение?. — https://shlychkov.ru/reminiscences.htm#Chubar.
- Шлычкова Г.И. «Листая времени страницы» – книга о самобытной красоте архитектуры малых городов Ивановской области. — https://shlychkov.ru/reminiscences.htm#Shlychkova_GI.
- Якушенкова Е.Г. Письмо-воспоминание о Л.А. Шлычкове. — https://shlychkov.ru/reminiscences.htm#Yakushenkova.